# 이란의 국기
이란의 국기는 1980년 7월 29일에 공식적으로 제정되었다. 중앙에 위치한 붉은색 국장은 4개의 초승달과 1개의 칼로 이루어져 있으며 아랍어로 알라를 뜻하고 초승달은 이슬람교를 상징하고 칼은 알라와 이슬람교를 이교도나 적으로부터 사수하는 의지를 나타낸다. 초록색은 이슬람교, 흰색은 평화, 붉은색은 용기를 상징한다. 양쪽 테두리에는 "신은 위대하다"라는 뜻의 الله أكبر(알라후 아크바르)를 형상화하였다. 이 구절은 22번 반복되어 있는데(위아래로 각 11번 반복), 이는 이란 혁명이 이란력상으로 11번째 달의 22일에 일어난 데서 유래한다. 
범이란색인 녹색, 하얀색, 빨간색 가로 줄무늬는 1906년 입헌 혁명 당시부터 혁명가들 사이에서 즐겨 사용했으며 1907년에 국기로 제정되었다. 제정 당시에는 가로세로 비율이 3:1이었으며, 현재의 비율은 1964년에 7:4로 개정되었다.

## 색상
| 색상 | 초록                | 하양                  | 빨강              |
| ---- | ------------------- | --------------------- | ----------------- |
| RGB  | 35–159–64 (#239F40) | 255–255–255 (#FFFFFF) | 218–0–0 (#DA0000) |

## 과거의 기

아케메네스 제국의 국기
아케메네스 제국의 국기 기원전 550년-기원전 330년
사산 제국의 국기 224년-651년
가즈나 제국의 국기 963년-1186년
티무르 제국의 국기 1370년-1507년
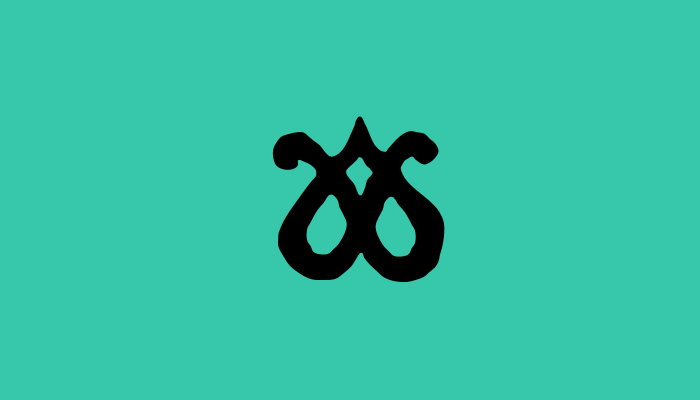
카라 코윤루 국기 1375년-1468년
아크 코윤루 국기 1378년-1501년

### 사파비 왕조

사파비 왕조의 기 (1502년 ~ 1524년)
사파비 왕조의 기 (1524년 ~ 1576년)
사파비 왕조의 기 (1576년 ~ 1736년)

### 아프샤르 왕조

아프샤르 왕조의 기 (1736년 ~ 1747년)
아프샤르 왕조의 기

### 잔드 왕조

잔드 왕조의 기 (1750년 ~ 1794년)

### 카자르 왕조

카자르 왕조의 기 (1797년)
카자르 왕조의 기 (1797년 ~ 1848년)
카자르 왕조의 기 (1848년 ~ 1906년)
카자르 왕조의 상선기 (1848년 ~ 1906년)
카자르 왕조의 해군기 (1848년 ~ 1906년)
카자르 왕조의 삼색기

### 입헌 혁명 이후

국기 (1906년 ~ 1925년)
정부기 (1906년 ~ 1925년)
해군기 (1906년 ~ 1925년)
국기 (1925년 ~ 1964년)
정부기 (1925년 ~ 1964년)
해군기 (1925년 ~ 1964년)
상선기 (1964년 ~ 1980년)
정부기 (1964년 ~ 1980년)
해군기 (1964년 ~ 1979년)
해군기 (1979년 ~ 1980년)
팔라비 왕조의 기 (1979년 이전)

## 같이 보기
- 이란의 국장
- 쿠르디스탄의 기
- 타지키스탄의 국기